# Мусин, Балдырган Сергазинович
Мусин Сергазиевич Балдырган (1947 года рождения) — казахстанский государственный деятель, инженер-строитель. Окончил Семипалатинский строительный техникум (1967), Карагандинский металлургический институт (2002).
- 1970—1988 годах — ремонтно-строительного цеха мастер, начальник участка, заместитель начальника, начальник, заместитель директора управления труда и кадров комбината, начальник управления специализированного ремонтно-строительного управления Карагандинского металлургического комбината.
- 1988—2000 годах — главный инженер, начальник социально-культурно-бытового управления города Темиртау, главный инженер КГП «Городской дорожной службы».
- 2000—2002 годах — начальник областного управления строительства.
- В 2002 году — заместитель акима города Караганды,
- В 2003 году назначен акимом города Темиртау.

Награждён орденом «Құрмет» и медалями.